# Station Nyland
Station Nyland  (Noors: Nyland holdeplass) is een halte in Nyland, een buitenwijk in het noorden van Oslo. De eerste halte werd aangelegd in 1944. In 1961 werd de halte een paar honderd meter naar het oosten verplaatst.
Nyland ligt aan Hovedbanen. Direct ten zuiden van de halte heeft Norges Statsbaner een grote werkplaats. Nyland wordt bediend door lijn L1, de lokale lijn die pendelt tussen Spikkestad en Lillestrøm.